# Oculus
| Pantheons oculus. |  | Oculus på fasaden till Ludvig XV:s paviljong i Parc de Bagatelle. |
| Pantheons oculus. |  | Oculus på fasaden till Ludvig XV:s paviljong i Parc de Bagatelle. |

Oculus (latin för ’öga’) eller oxöga är en oval, elliptisk eller cirkelformad öppning i en vägg, en kupol eller i form av en rund takkupa. Om den har ett mönster i sig i form av exempelvis en blomma, kallas den ett rosettfönster.